# Syrphoctonus lasius
Syrphoctonus lasius är en stekelart som först beskrevs av Setsuya Momoi 1973.  Syrphoctonus lasius ingår i släktet Syrphoctonus och familjen brokparasitsteklar. Inga underarter finns listade i Catalogue of Life.